# North Merrick
North Merrick est une census-designated place du comté de Nassau, dans l'État de New York, aux États-Unis,. En 2020, elle compte une population de 12 238 habitants.